# Championnat d'Ouzbékistan de football 2008
Navigation
Saison précédente Saison suivante
La saison 2008 du Championnat d'Ouzbékistan de football est la dix-septième édition de la première division en Ouzbékistan, organisée sous forme de poule unique, l'Oliy Liga, où toutes les équipes se rencontrent deux fois au cours de la saison. En fin de saison, les deux derniers du classement sont relégués et remplacés par les deux meilleurs clubs de Birinchi Liga, la deuxième division ouzbek.
C'est le FC Bunyodkor qui remporte le championnat cette saison après avoir terminé en tête du classement final, avec cinq points d'avance sur le sextuple tenant du titre, le Pakhtakor Tachkent et dix-neuf sur le Neftchi Ferghana. C'est le tout premier titre de champion d'Ouzbékistan de la jeune histoire du club, qui réussit même le doublé en s'imposant en finale de la Coupe d'Ouzbékistan, à nouveau face au Pakhtakor Tachkent.

## Clubs participants
- Pakhtakor Tachkent
- Neftchi Ferghana
- FC Bunyodkor[1]
- FK Bukhara
- Navbahor Namangan
- Lokomotiv Tachkent
- FK Shurtan Guzar
- PFK Andijan
- FK Kyzylkum Zarafshan
- Sogdiana Jizzakh - Promu de Birinchi Liga
- FK AGMK - Promu de Birinchi Liga
- PFK Andijan - Promu de Birinchi Liga
- FK Samarqand-Dinamo
- Nasaf Qarshi
- Metallurg Bekabad
- Mash'al Mubarek

## Compétition
Le barème de points servant à établir le classement se décompose ainsi :
- Victoire : 3 points
- Match nul : 1 point
- Défaite : 0 point

### Classement
| Rang | Équipe                | Pts | J  | G  | N  | P  | Bp | Bc | Diff |
| ---- | --------------------- | --- | -- | -- | -- | -- | -- | -- | ---- |
| 1    | FC BunyodkorC         | 79  | 30 | 25 | 4  | 1  | 75 | 13 | +62  |
| 2    | Pakhtakor TachkentT   | 74  | 30 | 23 | 5  | 2  | 64 | 14 | +50  |
| 3    | Neftchi Ferghana      | 60  | 30 | 18 | 6  | 6  | 42 | 25 | +17  |
| 4    | Mash'al Mubarek       | 52  | 30 | 15 | 7  | 8  | 38 | 26 | +12  |
| 5    | FK Andijan            | 46  | 30 | 13 | 7  | 10 | 35 | 28 | +7   |
| 6    | FK Samarqand          | 42  | 30 | 12 | 6  | 12 | 40 | 39 | +1   |
| 7    | Metallurg Bekabad     | 42  | 30 | 12 | 6  | 12 | 28 | 34 | -6   |
| 8    | Lokomotiv Tachkent    | 37  | 30 | 11 | 4  | 15 | 41 | 38 | +3   |
| 9    | Nasaf Qarshi          | 35  | 30 | 10 | 5  | 15 | 28 | 36 | -8   |
| 10   | FK AGMKP              | 33  | 30 | 8  | 9  | 13 | 29 | 34 | -5   |
| 11   | Sogdiana JizzakhP     | 33  | 30 | 8  | 9  | 13 | 32 | 48 | -16  |
| 12   | FK Shurtan Guzar      | 33  | 30 | 9  | 6  | 15 | 22 | 44 | -22  |
| 13   | Navbahor Namangan     | 32  | 30 | 7  | 11 | 12 | 28 | 39 | -11  |
| 14   | FK Kyzylkum Zarafshan | 32  | 30 | 9  | 5  | 16 | 27 | 44 | -17  |
| 15   | FK Bukhara            | 26  | 30 | 7  | 5  | 18 | 25 | 44 | -19  |
| 16   | PFK AndijanP          | 13  | 30 | 2  | 7  | 21 | 17 | 65 | -48  |

|  | Qualification pour la Ligue des champions 2009                                         |
|  | Qualification pour la Coupe de l'AFC 2009                                              |
|  | Relégation directe en Birinchi Liga                                                    |
|  | T : Tenant du titre C : Vainqueur de la Coupe d'Ouzbékistan P : Promu de Birinchi Liga |

## Bilan de la saison
| Championnat d'Ouzbékistan de football 2008 |                          |
| Champion                                   | FC Bunyodkor (1er titre) |
| Coupes et trophées                         |                          |
| Vainqueur de la Coupe d'Ouzbékistan 2008   | FC Bunyodkor             |
| Qualifications continentales               |                          |
| Ligue des champions 2009                   | FC Bunyodkor             |
| Ligue des champions 2009                   | Pakhtakor Tachkent       |
| Coupe de l'AFC 2009                        | Neftchi Ferghana         |
| Promotions et relégations                  |                          |
| Promus en Oliy Liga                        | FK Dostlik Tachkent      |
| Promus en Oliy Liga                        | FK Xorazm Urganch        |
| Relégués en Birinchi Liga                  | FK Bukhara               |
| Relégués en Birinchi Liga                  | PFK Andijan              |